# 소가베 게이타
소가베 게이타(일본어: 曽我部 慶太, 1988년 7월 2일 ~ )는 일본의 축구 선수이다.

## 구단 경력
과거 비셀 고베, 베갈타 센다이, 츠바이겐 가나자와, SC 사가미하라에서 활동하였다.